# Nuno Espírito Santo
Nuno Herlander Simões Espírito Santo (* 25. ledna 1974 São Tomé), známý také jako Nuno, je portugalský fotbalový trenér, který vede anglický klub Nottingham Forest FC, a bývalý fotbalový brankář.
V průběhu jeho hráčské kariéry si udělal nejdříve jméno ve Španělsku, kde odehrál 5 sezón ve 3 různých týmech. Následně se vrátil do Portugalska, kde hrál za Porto. Mimo Pyrenejský poloostrov hrál také v Rusku, konkrétně v Dynamu Moskva. Byl součástí portugalského mužstva, které se účastnilo Eura 2008, ale za reprezentaci do zápasu nikdy nenastoupil.
Espírito Santo začal svoji trenérskou kariéru v řeckém Panathinaikos jako asistent. V roce 2012 se stal hlavním trenérem portugalského Rio Ave. Největších úspěchů dosáhl s anglickým Wolverhamptonem, se kterým postoupil z Championship do Premier League a dovedl tým až do pohárové Evropy. Od června do 1. listopadu 2021 trénoval Tottenham Hotspur FC.

## Hráčská kariéra

### Mládí
Narodil se v São Tomé, které bylo ještě součástí portugalské kolonie až do roku 1975. Svou fotbalovou kariéru zahájil v Vitórii SC ve městě Guimarães a od svých 20 let bojoval s veteránem Nenem o pozici brankářské jedničky. Díky jeho novému agentovi Mendesovi přestoupil na začátku ledna 1997 do týmu, hrajícího španělskou La Ligu, Deportivo de La Coruña, Ale Nuno strávil tři z šesti sezón v Galicii na hostování, kvůli velké konkurenci v týmu. Nejdříve byl brankářskou jedničkou Jacques Songo'o (1996–1998), později José Francisco Molina (2001–02).
V letech 1999/2000, když byl na hostování v CP Mérida ve španělské druhé nejvyšší soutěži, získal Zamorovu trofej a pomohl týmu k šesté pozici v lize, ale kvůli nesrovnalostem v klubu Mérida sestoupila do Segunda División B. Následující sezónu odešel na další hostování, tentokrát do CA Osasuna, se kterou se udržel v nejvyšší španělské soutěži.

### Porto
FC Porto, které v té době trénoval José Mourinho, zaplatilo 3 miliony eur za to, aby se Nuno vrátil zpět do země v červenci 2002, jako součást výměny, v níž se Jorge Andrade připojil k Deportivu. Během Taça de Portugal roku 2003 v zápase proti Varzim SC, mu bylo Mourinhem povoleno kopnout penaltu, kterou proměnil a pomohl tak týmu k výhře 7:0. V květnu 2004 vyhrálo Porto Ligu mistrů UEFA, Nuno však do zápasů nenastoupil. 12. prosince 2004 nahradil klubovou brankářskou jedničku Vítora Baíu během prodloužení finálového utkání Interkontinentálního poháru proti Once Caldas, které Porto vyhrála 8:7 po pokutových kopech; v lednu 2005 byl však prodán do ruského Dynama Moskva.
V lednu 2007 se Nuno opět vrátil do Portugalska, když podepsal smlouvu s CD Aves, se kterým sestoupil z Primeira Ligy. V červenci se vrátil do Porta, zde se ale stal opět jen brankářkou dvojkou, za Brazilcem Heltonem. I přes jeho skromný pobyt na hřišti, byl považován za vůdce klubu.
V sezóně 2008/09 nahradil Nuno Heltona pouze ve čtyřech zápasech v lize, ale odehrál všechny zápasy domácího poháru, včetně vítězného finále proti Paços de Ferreira.

### Reprezentace
Nuno reprezentoval Portugalsko na Letních olympijských hrách v roce 1996, odehrál čtyři zápasy za tým, který skončil na čtvrtém místě. Byl také součástí mužstva, které reprezentovalo Portugalsko na Euru 2008, do zápasů však nenastoupil.

## Trenérská kariéra

### Začátky
Dne 21. června 2010 Porto oznámilo, že Nunova smlouva nebude prodloužena. 36letý brankář řekl, že bude vždy podporovat Porto, i přestože odchází. Po ukončení jeho kariéry se znovu připojil k bývalému trenérovi Jesualdu Ferreirovi a přestěhoval se s ním do Málagy, kde působil jako trenér brankářů; v listopadu 2010 spolu podepsali smlouvu v řeckém Panathinaikosu.

### Rio Ave
V květnu 2012 vyhodilo Rio Ave svého manažera Carlose Brita a oznámili příchod Espírita Santa. Ve své druhé sezóně Nuno dovedl tým až do finále Taça de Portugal a do finále Taça da Liga, později se mu povedlo přes předkola postoupit až do základní skupiny Evropské ligy UEFA.

### Valencia
Espírito Santo podepsal jednoroční smlouvu s Valencií dne 4. července 2014 a nahradil tak Juana Antonia Pizziho. 12. ledna 2015 souhlasil s prodloužením smlouvy až do roku 2018, a dovedl tým na čtvrté místo La ligy v jeho první sezóně, mezi největší úspěchy patřilo domácí vítězství 2:1 nad Realem Madrid a remízy 2:2 proti stejnému soupeři, zatímco byl třikrát jmenován trenérem měsíce v La Lize. Rezignoval 29. listopadu 2015 po porážce 0:1 proti Seville, po špatném zahájení sezóny v La Lize a Lize mistrů.

### Porto
Dne 1. června 2016 podepsal Espírito Santo dvouletou smlouvu s Portem, když nahradil bývalého trenéra Josého Peseiru. 22. května následujícího roku však byl po sezóně, ve které skončil na druhém místě v lize, propuštěn.

### Wolverhampton Wanderers

#### Sezóna 2017/18
Dne 31. května 2017 byl Espírito Santo jmenován novým hlavním trenérem týmu, hrajícího anglickou Championship, Wolverhamptonu Wanderers, kde podepsal tříletou smlouvu. V listopadu byl zvolen nejlepším manažerem měsíce v soutěži, když jeho tým vyhrál všechny čtyři své zápasy, ve kterých vstřelil 13 branek. Espírito Santo dovedl klub, po šestileté nepřítomnosti, k postupu do Premier League a získal titul v Championship dvě kola před koncem soutěže. 10. července 2018 bylo oznámeno, že jeho smlouva byla prodloužena do roku 2021.

#### Sezóna 2018/19
Espírito Santo získal ve svém druhém měsíci v anglické nejvyšší soutěži ocenění pro nejlepšího trenéra měsíce v Premier League poté, co jeho tým v září 2018 zůstal neporažený, získal čtyři body ze čtyř zápasů a inkasoval pouze jeden gól. Bylo to poprvé, co manažer Wolverhamptonu Wanderers získal toto ocenění. Dne 4. května 2019 získal Espírito Santo čestný doktorát ve sportu na Wolverhamptonské univerzitě. Wolves skončili na sedmé příčce v sezóně; bylo to nejlepší klubové umístění v Premier League od sezóny 1979/80, kdy skončili na místě šestém. Wolves se také kvalifikovali do Evropské ligy poprvé od sezóny 1980/81.

#### Sezóna 2019/20
Espírito Santo 10. července 2020 se stal podruhé manažerem měsíce Premier League. V sezóně 2019/20 dosáhl tým Espírita Santa podruhé za sebou sedmého místa v Premier League (s rekordním počtem 59 bodů pro Wolves v Premier League) a dostal se do čtvrtfinále Evropské ligy UEFA.

#### Sezóna 2020/21
Dne 13. září 2020, na začátku sezóny 2020/21, prodloužil Espírito Santo smlouvu v klubu až do léta 2023. V říjnu se stal potřetí manažerem měsíce Premier League. Dne 27. února 2021 odtrénoval Nuno své 102. utkání v Premier League jako hlavní trenér Wolves, a to remízu 1:1 proti Newcastle United v St James' Park a stal se tak nejdéle sloužícím trenérem Wolves v Premier League.
Dne 21. května 2021 bylo na oficiálním webu Wolves oznámeno, že Espírito Santo opustí klub po vzájemné dohodě na konci sezóny.

### Tottenham Hotspur
Dne 30. června 2021 se stal novým trenérem Tottenhamu Hotspur. Při svém debutu 15. srpna vyhrál jeho Tottenham doma 1:0 nad úřadujícím mistrem Manchesterem City. V srpnu vyhrál Tottenham všechny tři ligové zápasy a Espírito Santo získal ocenění Manažer měsíce Premier League za srpen 2021, počtvrté ve své kariéře. 1. listopadu 2021, poté, co jeho tým prohrál doma s Manchesterem United 3:0 a v ligové tabulce klesl na deváté místo, byl po necelých čtyřech měsících ve funkci odvolán.

### Al Ittihad
Dne 4. července 2022 se Espírito Santo stal hlavním trenérem saúdskoarabského klubu Al Ittihad FC. 29. ledna 2023 vyhrál s týmem saúdský superpohár, ve finále Al Ittihad porazil Al Feihu 2:0. 27. května získal klub první ligový titul po 14 letech.
Al Ittihad ukončil smlouvu s Nunem Espiritem Santem v listopadu 2023. K rozhodnutí došlo po páté prohře saúdskoarabského klubu ve všech soutěžích v této sezoně. Nuno Espirito Santo podle všeho doplatil na špatný vztah s největší hvězdou klubu Karimem Benzemou, se kterým se měl pohádat v poločase zápasu Asijské Ligy mistrů proti iráckému Al Quwa Al Jawiya, protože nebyl spokojený s přístupem některých hráčů.

### Nottingham Forest
V prosinci 2023 převzal Nuno Espírito Santo anglický prvoligový klub Nottingham Forest. Na lavičce nahradil Stevea Coopera.

## Trenérské statistiky
| Tým                     | Od                | Do                 | Statistiky | Statistiky | Statistiky | Statistiky | Statistiky |
| Tým                     | Od                | Do                 | Z          | V          | N          | P          | % Výher    |
| ----------------------- | ----------------- | ------------------ | ---------- | ---------- | ---------- | ---------- | ---------- |
| Rio Ave                 | 1. července 2012  | 30. června 2014    | 80         | 32         | 17         | 31         | 40,00      |
| Valencia                | 4. července 2014  | 29. listopadu 2015 | 62         | 32         | 16         | 14         | 51,61      |
| Porto                   | 1. června 2016    | 22. května 2017    | 49         | 27         | 16         | 6          | 55,10      |
| Wolverhampton Wanderers | 31. května 2017   | 23. května 2021    | 199        | 95         | 49         | 55         | 47,69      |
| Tottenham Hotspur       | 30. června 2021   | 1. listopadu 2021  | 17         | 8          | 2          | 7          | 47,06      |
| Al Ittihad FC (Džidda)  | 4. července 2022  | 7. listopadu 2023  | 56         | 36         | 12         | 8          | 64,29      |
| Nottingham Forest       | 19. prosince 2023 |                    | 0          | 0          | 0          | 0          | 0,00       |
| Celkem                  | Celkem            | Celkem             | 463        | 230        | 112        | 121        | 49,68      |

## Ocenění

### Hráčské
Deportivo de la Coruña
- Copa del Rey: 2001/02

Porto
- Primeira Liga: 2002/03, 2003/04, 2007/08, 2008/09
- Taça de Portugal: 2002/03, 2008/09
- Portugalský superpohár: 2003, 2004, 2009
- Liga mistrů UEFA: 2003/04
- Evropská liga UEFA: 2002/03
- Interkontinentální pohár: 2004

Individuální
- Zamora Trophy: 1999/2000 (Segunda División)

### Trenérské
Wolverhampton Wanderers
- EFL Championship: 2017/18[32]

#### Al Ittihad
- Saudi Professional League: 2022/23[50]
- Saudi Super Cup: 2022[49]

Individuální
- Manažer měsíce La Ligy: Září 2014, Prosinec 2014,[55] Únor 2015[25]
- Manažer měsíce EFL Championship: Listopad 2017[30]
- Manažer sezóny EFL Championship podle LMA: 2017/18[56]
- Manažer měsíce Premier League: Září 2018,[57] Červen 2020[58]